# Tang Jinle
Tang Jinle (* 28. September 1989) ist ein ehemaliger chinesischer Biathlet und Skilangläufer.

## Werdegang

### Skilanglauf
Tang startete im Dezember 2007 beim Far-East-Cup in Shangri-La erstmals im Skilanglauf und belegte dabei den 24. Platz im Sprint. Seit 2008 nimmt er vorwiegend an FIS-Rennen teil. In den Jahren 2008, 2009 und 2011 wurde er beim Vasaloppet China in Changchun jeweils Dritter. Bei der Winter-Universiade 2009 in Yabuli belegte er den 61. Platz im Sprint, den 57. Rang im Skiathlon und den achten Platz mit der Staffel. Anfang Januar 2018 gewann er den Vasaloppet China über 50 km klassisch.

### Biathlon
Zu Beginn der Saison 2013/14 startete Tang im IBU-Cup in Idre erstmals im Biathlon und errang dabei die Plätze 98 und 83 im Sprint. Im Dezember 2013 debütierte er in Hochfilzen im Biathlon-Weltcup und kam dabei auf den 24. Platz mit der Staffel. Im weiteren Saisonverlauf gelang ihn in Annecy und in Antholz jeweils der 20. Platz mit der Staffel. Im Januar 2013 erreichte er in Ridnaun mit dem 21. Platz im Einzel seine bisher beste Platzierung im IBU-Cup. Bei den Biathlon-Weltmeisterschaften 2015 in Kontiolahti belegte er den 87. Platz im Sprint sowie den 22. Rang in der Mixed-Staffel und bei den Biathlon-Weltmeisterschaften 2020 in Antholz den 57. Platz im Einzel sowie jeweils den  18. Rang mit der Staffel und Mixed-Staffel. Sein bestes Ergebnis im Weltcupeinzel erreichte er in der Saison 2019/20 in Pokljuka mit dem 43. Platz im Einzel.

## Statistiken

### Weltcupplatzierungen (Biathlon)
Die Tabelle zeigt alle Platzierungen (je nach Austragungsjahr einschließlich Olympische Spiele und Weltmeisterschaften).
- 1.–3. Platz: Anzahl der Podiumsplatzierungen
- Top 10: Anzahl der Platzierungen unter den ersten zehn (einschließlich Podium)
- Punkteränge: Anzahl der Platzierungen innerhalb der Punkteränge (einschließlich Podium und Top 10)
- Starts: Anzahl gelaufener Rennen in der jeweiligen Disziplin
- Staffel: inklusive Mixed- und Single-Mixed-Staffeln

| Platzierung         | Einzel | Sprint | Verfolgung | Massenstart | Staffel | Gesamt |
| ------------------- | ------ | ------ | ---------- | ----------- | ------- | ------ |
| 1. Platz            |        |        |            |             |         |        |
| 2. Platz            |        |        |            |             |         |        |
| 3. Platz            |        |        |            |             |         |        |
| Top 10              |        |        |            |             |         |        |
| Punkteränge         |        |        |            |             | 15      | 15     |
| Starts              | 3      | 5      |            |             | 15      | 23     |
| Stand: Karriereende |        |        |            |             |         |        |